# Jordansche Normalform
Die jordansche Normalform ist ein Begriff aus dem mathematischen Teilgebiet der linearen Algebra. Benannt wurde sie nach Marie Ennemond Camille Jordan, der sie 1870 für endliche Körper und 1871 im Zusammenhang mit der Lösung komplexer Differentialgleichungssysteme für komplexe Matrizen herleitete, die aber auch schon 1868 Karl Weierstraß in seiner Behandlung bilinearer Formen im Komplexen bekannt war. Die jordansche Normalform ist ein einfacher Vertreter der Äquivalenzklasse der zu einer trigonalisierbaren Matrix ähnlichen Matrizen. Die Trigonalisierbarkeit ist gleichbedeutend damit, dass das charakteristische Polynom der Matrix vollständig in Linearfaktoren zerfällt. Matrizen über einem algebraisch abgeschlossenen Körper sind immer trigonalisierbar und daher immer ähnlich einer jordanschen Normalform.
Für jede lineare Abbildung eines endlichdimensionalen Vektorraums, deren charakteristisches Polynom vollständig in Linearfaktoren zerfällt, kann eine Vektorraumbasis gewählt werden, so dass die Abbildungsmatrix, die die Abbildung bezüglich dieser Basis beschreibt, die jordansche Normalform hat. Dies gilt insbesondere für jede nilpotente Matrix.
Für jede beliebige, auch nicht trigonalisierbare Matrix liefert die rationale Normalform oder Frobenius-Normalform einen standardisierten Repräsentanten der Ähnlichkeitsklasse dieser Matrix.

## Definition
Die jordansche Normalform zu einer quadratischen {\displaystyle n\times n}-Matrix {\displaystyle A} über den komplexen Zahlen {\displaystyle \mathbb {C} } ist eine Matrix {\displaystyle J} in der folgenden Blockdiagonalform:
{\displaystyle J={\begin{pmatrix}J_{1}&&0\\&\ddots &\\0&&J_{k}\end{pmatrix}}=Q^{-1}AQ.}
Die Matrix {\displaystyle Q} ist die Matrix der Eigenvektoren und Hauptvektoren, aus denen sie spaltenweise besteht. {\displaystyle Q^{-1}} bezeichnet dabei die inverse Matrix von {\displaystyle Q}.  Die Darstellung von {\displaystyle A} als
{\displaystyle A=QJQ^{-1}}
wird als Jordanzerlegung (engl. jordan decomposition) von {\displaystyle A} bezeichnet. Die Matrizen {\displaystyle J_{j}} heißen Jordanblöcke oder Jordankästchen; sie sind Bidiagonalmatrizen der folgenden Form:
{\displaystyle J_{j}={\begin{pmatrix}\lambda _{j}&1&&&0\\&\lambda _{j}&1&&\\&&\ddots {}&\ddots {}\\&&&\lambda _{j}&1\\0&&&&\lambda _{j}\end{pmatrix}}\in \mathbb {C} ^{s_{j}\times s_{j}}.}
Die {\displaystyle \lambda _{j}} sind dabei die Eigenwerte von {\displaystyle A}. Zu jedem Eigenwert {\displaystyle \lambda _{j}} gibt es seiner geometrischen Vielfachheit entsprechend viele Jordanblöcke. Die geometrische Vielfachheit ist dabei die Dimension des Eigenraums zum Eigenwert {\displaystyle \lambda _{j}}. Die Gesamtdimension aller Jordanblöcke eines Eigenwertes entspricht seiner algebraischen Vielfachheit, d. h. seiner Vielfachheit im charakteristischen Polynom.
In einem Jordanblock sind die sogenannten Jordanketten „gespeichert“ (siehe Hauptvektor). Bestehe {\displaystyle A} z. B. nur aus einem Jordanblock mit Eigenwert {\displaystyle \lambda } und bezeichne {\displaystyle v_{l}} einen Hauptvektor {\displaystyle l}-ter Stufe, das heißt, {\displaystyle v_{1}} ist ein Eigenvektor zum Eigenwert {\displaystyle \lambda } und es gilt {\displaystyle (A-\lambda E)v_{1}=0} und {\displaystyle (A-\lambda E)v_{l}=v_{l-1}} für {\displaystyle l=2,\dots ,n}, dann gelten {\displaystyle Av_{1}=\lambda v_{1}} und {\displaystyle Av_{l}=v_{l-1}+\lambda v_{l}} für {\displaystyle l=2,\dots ,n}, das heißt, die Abbildungsmatrix bezüglich der Basis {\displaystyle (v_{1},\dotsc ,v_{n})} ist tatsächlich ein Jordanblock.
Es existiert noch die alternative Darstellung der Jordanblöcke mit 1 in der unteren Nebendiagonalen.
Im Spezialfall einer diagonalisierbaren Matrix ist die jordansche Normalform eine Diagonalmatrix.

### Form der Transformationsmatrix
Seien {\displaystyle v_{j,1},\ldots ,v_{j,l},\ldots ,v_{j,s_{j}}} Hauptvektoren der jeweils {\displaystyle l}-ten Stufe, wobei {\displaystyle s_{j}} die Dimension des {\displaystyle j}-ten Jordanblocks sei, {\displaystyle j=1,\dotsc ,k}. Dann ist {\displaystyle Q}, definiert durch
{\displaystyle Q:=(v_{1,1}|\ldots |v_{1,s_{1}}|\ldots |v_{k,1}|\ldots |v_{k,s_{k}})},
eine Transformationsmatrix, die mittels {\displaystyle Q^{-1}AQ=J} die jordansche Normalform {\displaystyle J} von {\displaystyle A} herstellt.
In Worten: Die Spalten von {\displaystyle Q} sind die Eigenvektoren mit den dazugehörigen Hauptvektoren in der Reihenfolge der dazugehörigen Jordanblöcke. Allerdings ist {\displaystyle Q} nicht eindeutig bestimmt.

## Algorithmus zur Bestimmung einer komplexen jordanschen Normalform
Für die jordansche Normalform eines Endomorphismus {\displaystyle u\colon V\to V} eines {\displaystyle n}-dimensionalen {\displaystyle \mathbb {C} }-Vektorraums {\displaystyle V} wählt man eine Basis {\displaystyle B=(b_{1},\ldots ,b_{n})} des Vektorraums {\displaystyle V} und berechnet die jordansche Normalform der Abbildungsmatrix {\displaystyle A=M_{B}(u)} von {\displaystyle u} bezüglich der Basis {\displaystyle B}.
Im Folgenden wird daher {\displaystyle V=\mathbb {C} ^{n}} gesetzt und die komplexe jordansche Normalform einer quadratischen Matrix {\displaystyle A\in \mathbb {C} ^{n\times n}} bestimmt. Die Einheitsmatrix wird mit {\displaystyle E_{n}} bezeichnet.

### Bestimmung der Eigenwerte
Mit Hilfe des charakteristischen Polynoms
{\displaystyle \chi _{A}=\det \left(\lambda E_{n}-A\right)}
errechnet man aus seinen Nullstellen die paarweise verschiedenen Eigenwerte
{\displaystyle \lambda _{1},\ldots ,\lambda _{k}\in \mathbb {C} \,.}
Die Eigenwerte werden hier also nicht ihrer Vielfachheit entsprechend aufgeführt.

### Bestimmung der Größe der Jordanblöcke
Hierfür müssen zunächst die Dimensionen der verallgemeinerten Eigenräume bestimmt werden. Das heißt, man berechnet für alle {\displaystyle 1\leq j\leq k} die Zahlen
{\displaystyle a_{j,s}:=\dim \operatorname {Kern} (A-\lambda _{j}E_{n})^{s},\quad s\in \mathbb {N} _{0}\,.}
Insbesondere ist stets {\displaystyle a_{j,0}=0} und {\displaystyle a_{j,1}} ist gerade die geometrische Vielfachheit des Eigenwerts {\displaystyle \lambda _{j}}.
Die Dimension des Kerns kann mit Hilfe des Dimensionssatzes aus dem Rang berechnet werden, der beispielsweise mit dem gaußschen Algorithmus bestimmt werden kann.
Die Folge der {\displaystyle a_{j,s}} ist monoton wachsend und wird ab einem bestimmten Wert für {\displaystyle s} stationär, spätestens bei der algebraischen Vielfachheit des Eigenwertes im charakteristischen Polynom.
Die Anzahl der Jordanblöcke der Größe {\displaystyle s} zum Eigenwert {\displaystyle \lambda _{j}} lässt sich dann mit Hilfe der Formel
{\displaystyle (a_{j,s}-a_{j,s-1})-(a_{j,s+1}-a_{j,s})}
berechnen. Außerdem gibt {\displaystyle a_{j,1}} die Gesamtzahl der zu diesem Eigenwert gehörigen Jordanblöcke an.

### Komplexe jordansche Normalform
Die erhaltenen Jordanblöcke schreibt man in eine Matrix und erhält die komplexe jordansche Normalform einer Matrix. Haben alle Blöcke die Größe 1, liegt der Spezialfall einer Diagonalmatrix vor, und {\displaystyle A} ist somit diagonalisierbar.
Das Minimalpolynom {\displaystyle g\in \mathbb {C} [X]} von {\displaystyle A} erhält man aus {\displaystyle g=\prod _{j=1}^{k}(X-\lambda _{j})^{m_{j}}}, 
worin {\displaystyle m_{j}} die Größe des größten Jordanblocks zum Eigenwert {\displaystyle \lambda _{j}} bezeichnet.
Die jordansche Normalform ist bis auf die Reihenfolge der Jordanblöcke eindeutig bestimmt. Sofern alle Eigenwerte in {\displaystyle \mathbb {K} } liegen, sind zwei Matrizen, welche dieselbe jordansche Normalform haben, zueinander ähnlich.

### Beispiel
Man betrachte die Matrix {\displaystyle A\in \mathbb {C} ^{5\times 5}}, die definiert sei als
{\displaystyle A:=\left({\begin{array}{r}25&-16&30&-44&-12\\13&-7&18&-26&-6\\-18&12&-21&36&12\\-9&6&-12&21&6\\11&-8&15&-22&-3\end{array}}\right).}
Ihr charakteristisches Polynom lautet {\displaystyle \chi _{A}=(X-3)^{5}}. Somit besitzt diese Matrix genau einen Eigenwert, nämlich 3. Mit der Abkürzung {\displaystyle B:=A-3E_{5}} werden nun die {\displaystyle a_{s}} bestimmt:
Es gilt {\displaystyle \operatorname {rg} (B)=2}.
Somit ist {\displaystyle a_{1}=\dim(V)-\operatorname {rg} (B)=5-2=3}.
Weiterhin ist {\displaystyle B^{2}} die Nullmatrix, also gilt {\displaystyle \operatorname {rg} (B^{2})=0} und somit {\displaystyle a_{2}=5-0=5} und die Folge {\displaystyle a_{s}} wird ab dieser Stelle stationär.
Damit folgt: Es gibt {\displaystyle a_{1}=3} Jordanblöcke, davon
{\displaystyle (a_{1}-a_{0})-(a_{2}-a_{1})=3-2=1} Jordanblock der Größe 1 und
{\displaystyle (a_{2}-a_{1})-(a_{3}-a_{2})=2-0=2} Jordanblöcke der Größe 2.
Somit ist {\displaystyle {\begin{pmatrix}3&1&0&0&0\\0&3&0&0&0\\0&0&3&1&0\\0&0&0&3&0\\0&0&0&0&3\end{pmatrix}}}
die jordansche Normalform von {\displaystyle A}. Das Minimalpolynom von {\displaystyle A} ist {\displaystyle (X-3)^{2}}.

## Bestimmung einer Basistransformation zur komplexen jordanschen Normalform
Nun soll eine Basistransformationsmatrix {\displaystyle P\in {\rm {GL}}(n;\mathbb {C} )} bestimmt werden, die
{\displaystyle J=P^{-1}AP}
erfüllt. Sie ist durch diese Gleichung bekanntlich nicht eindeutig bestimmt. Das Standard-Verfahren verwendet die vorherige Kenntnis der komplexen jordanschen Normalform {\displaystyle J}.

### Ein Standard-Verfahren
Ein gängiges Verfahren, um eine Basistransformation zu erhalten, ist das folgende: Man bestimme (wie auch bei obigem naiven Ansatz) zunächst die Jordannormalform {\displaystyle J}. Dann hat man insbesondere schon alle Eigenwerte {\displaystyle \lambda } berechnet sowie die Kerne {\displaystyle \operatorname {Kern} (A-\lambda I)^{k}} für alle {\displaystyle 1\leq k\leq m(\lambda )}, worin {\displaystyle m(\lambda )\in \mathbb {N} } die Dimension des größten Jordanblocks zum Eigenwert {\displaystyle \lambda } bezeichnet. Anschließend arbeite man zur Bestimmung einer regulären Matrix {\displaystyle P} mit {\displaystyle J=P^{-1}AP} die Blöcke nacheinander ab. Dabei ist zu beachten, dass man bei Jordanblöcken zum selben Eigenwert stets vom größten Block zum kleinsten Block vorgeht.
Zu jedem Block der Größe {\displaystyle s} und Eigenwert {\displaystyle \lambda } werden {\displaystyle s} Spalten der Basistransformationsmatrix {\displaystyle v^{1},\ldots ,v^{s}} nach einem bestimmten Schema bestimmt. Wenn der Block in {\displaystyle J} die Spalten {\displaystyle m,\ldots ,m+s-1} belegt, so werden die Vektoren {\displaystyle v^{1},\ldots ,v^{s}} in {\displaystyle P} ebenso (von links nach rechts) in die Spalten {\displaystyle m,\ldots ,m+s-1} eingefügt. Die Vektoren {\displaystyle v^{1},\ldots ,v^{s}} werden nun wie folgt bestimmt:
- Man wähle {\displaystyle v^{s}\in \operatorname {Kern} (A-\lambda I)^{s}\setminus \operatorname {Span} (\operatorname {Kern} (A-\lambda I)^{s-1}\cup M)} beliebig, worin {\displaystyle M} die Menge der zuvor berechneten Spalten (d. h. Basisvektoren) der Stufe {\displaystyle s} aus zuvor abgearbeiteten Jordanblöcken zum selben Eigenwert {\displaystyle \lambda } (sofern vorhanden) bezeichnet. Insbesondere an dieser relativ freien Wahl erkennt man, dass die Basistransformation nicht eindeutig sein kann. Wenn {\displaystyle s=1}, ist {\displaystyle v^{1}} einfach ein Eigenvektor zum Eigenwert {\displaystyle \lambda }.
- Nach der Wahl obigen Vektors besteht nun für die weiteren Basisvektoren keine Wahlfreiheit mehr: Man muss sukzessiv {\displaystyle v^{j}:=(A-\lambda I)v^{j+1}} für alle {\displaystyle j=s-1,\ldots ,1} setzen.

Nachdem man auf obige Weise alle Jordanblöcke abgearbeitet hat, wurden am Ende alle Spalten von {\displaystyle P} aufgefüllt. Es gilt: Die Matrix {\displaystyle P} ist regulär und erfüllt {\displaystyle P^{-1}AP=J}, und ihre Spalten bilden eine Basis, bezüglich deren {\displaystyle A} die Darstellung {\displaystyle J} besitzt.
Wird die alternative Darstellung der Jordanblöcke gewählt, d. h. mit 1 in der unteren Nebendiagonalen, muss lediglich die Reihenfolge der Basisvektoren pro Jordanblock umgekehrt werden.

#### Beispiel
Als erläuterndes Beispiel betrachte man hierzu die Matrix 
{\displaystyle A:={\begin{pmatrix}25&-16&30&-44&-12\\13&-7&18&-26&-6\\-18&12&-21&36&12\\-9&6&-12&21&6\\11&-8&15&-22&-3\end{pmatrix}}}
wie oben. Es gilt
{\displaystyle \operatorname {Kern} (A-3I)=\operatorname {Span} \left(\left\{{\begin{pmatrix}-2\\1\\2\\0\\0\\\end{pmatrix}},{\begin{pmatrix}2\\0\\0\\1\\0\\\end{pmatrix}},{\begin{pmatrix}2\\2\\0\\0\\1\\\end{pmatrix}}\right\}\right)} und {\displaystyle \operatorname {Kern} (A-3I)^{2}=\mathbb {C} ^{5}}.
Ihre Jordannormalform lautet
{\displaystyle J={\begin{pmatrix}3&1&0&0&0\\0&3&0&0&0\\0&0&3&1&0\\0&0&0&3&0\\0&0&0&0&3\end{pmatrix}}}.
Man beginne mit dem ersten Jordanblock der Dimension 2. Dazu wähle man 
{\displaystyle v^{2}\in \operatorname {Kern} (A-3I)^{2}\setminus \operatorname {Kern} (A-3I)^{1}}
beliebig, beispielsweise {\displaystyle v^{2}:={\begin{pmatrix}1\\0\\0\\0\\0\\\end{pmatrix}}}. Dann ist {\displaystyle v^{1}:=(A-3I)v^{2}={\begin{pmatrix}22\\13\\-18\\-9\\11\\\end{pmatrix}}} zu wählen. Daraus erhält man 
{\displaystyle P:={\begin{pmatrix}22&1&*&*&*\\13&0&*&*&*\\-18&0&*&*&*\\-9&0&*&*&*\\11&0&*&*&*\end{pmatrix}}}.
Nun gehe man zum zweiten Jordanblock der Größe 2 über. Man wähle nun
{\displaystyle w^{2}\in \operatorname {Kern} (A-3I)^{2}\setminus \operatorname {Span} (\operatorname {Kern} (A-3I)^{1}\cup \{v^{2}\})}
beliebig, beispielsweise {\displaystyle w^{2}:={\begin{pmatrix}0\\1\\0\\0\\0\\\end{pmatrix}}}. Dann ist {\displaystyle w^{1}:=(A-3I)w^{2}={\begin{pmatrix}-16\\-10\\12\\6\\-8\\\end{pmatrix}}}, und man landet bei 
{\displaystyle P={\begin{pmatrix}22&1&-16&0&*\\13&0&-10&1&*\\-18&0&12&0&*\\-9&0&6&0&*\\11&0&-8&0&*\end{pmatrix}}}.
Schließlich ist der letzte Jordanblock (der Größe 1) an der Reihe. Man wähle hierzu 
{\displaystyle x^{1}\in \operatorname {Kern} (A-3I)^{1}\setminus \operatorname {Span} (\{v^{1},w^{1}\})}
beliebig, beispielsweise {\displaystyle x^{1}:={\begin{pmatrix}2\\0\\0\\1\\0\\\end{pmatrix}}}. Dann ist 
{\displaystyle P={\begin{pmatrix}22&1&-16&0&2\\13&0&-10&1&0\\-18&0&12&0&0\\-9&0&6&0&1\\11&0&-8&0&0\end{pmatrix}}}
eine reguläre Matrix mit {\displaystyle J=P^{-1}AP}.

## Jordansche Normalform nilpotenter Matrizen
Eine nilpotente Matrix hat ausschließlich den Eigenwert null, weswegen die Hauptdiagonale ihrer jordanschen Normalform aus Nullen besteht. Sei {\displaystyle N_{p}} der Jordanblock der Größe {\displaystyle p} zum Eigenwert null. Dann ist jede nilpotente n×n-Matrix ähnlich zu einer eindeutig bestimmten Blockdiagonalmatrix
{\displaystyle J={\begin{pmatrix}N_{p_{1}}\\&N_{p_{2}}\\&&\ddots \\&&&N_{p_{k}}\end{pmatrix}}}
mit
{\displaystyle p_{1}+p_{2}+\dots +p_{k}=n}   und   {\displaystyle p_{1}\geq p_{2}\geq \dots \geq p_{k}}
Die Partitionsfunktion {\displaystyle P(n)} gibt die Anzahl der Äquivalenzklassen für nilpotente n×n-Matrizen an.
Mit jeder Potenz von {\displaystyle J} entfernen sich die Einsen um einen Schritt von der Hauptdiagonalen. In {\displaystyle J=J^{1}} ist der Abstand per definitionem eins, in {\displaystyle J^{2}} zwei, in {\displaystyle J^{k}} ist der Abstand {\displaystyle k}. Das heißt, {\displaystyle J} ist nilpotent mit einem Nilpotenzgrad kleiner oder gleich {\displaystyle n}.
Sei {\displaystyle D} die Diagonalmatrix, deren Hauptdiagonale dieselbe ist wie die der jordanschen Normalform {\displaystyle J} einer trigonalisierbaren Matrix, und {\displaystyle N} sei die Matrix, die aus {\displaystyle J} entsteht, indem die Hauptdiagonale mit Nullen belegt wird. Dann liegt die Summenzerlegung
{\displaystyle J=D+N} mit {\displaystyle DN=ND}
vor. Somit lässt sich jede trigonalisierbare Matrix in eine diagonalisierbare und eine nilpotente Matrix additiv zerlegen. Siehe auch Schursche Normalform und Jordan-Chevalley-Zerlegung eines Endomorphismus.

## Reelle jordansche Normalform
Betrachtet man reelle Matrizen, so zerfällt deren charakteristisches Polynom im Allgemeinen nicht mehr vollständig in Linearfaktoren, sondern nur noch in irreduzible Faktoren, die in diesem Fall stets lineare oder quadratische Faktoren sind. Es stellt sich nun die Frage nach einer Normalform, wenn man ausschließlich reelle Basistransformationen zulässt.
Zu einem quadratischen irreduziblen Faktor {\displaystyle (\lambda -a_{j})^{2}+b_{j}^{2}} mit {\displaystyle b_{j}>0} definiert man als Jordanblock
{\displaystyle J_{j}={\begin{pmatrix}a_{j}&b_{j}&1&0&&&&0\\-b_{j}&a_{j}&0&1&&&&\\&&a_{j}&b_{j}&1&0&&\\&&-b_{j}&a_{j}&0&1&&\\&&&\ddots {}&\ddots {}&\ddots {}&1&0\\&&&&\ddots {}&\ddots {}&0&1\\&&&&&\ddots {}&a_{j}&b_{j}\\0&&&&&&-b_{j}&a_{j}\\\end{pmatrix}}.}
Wir nennen die Anzahl der Zeilen (bzw. Spalten) die Größe dieses Blocks. Dann bezeichnet man 
{\displaystyle J={\begin{pmatrix}J_{1}&&0\\&\ddots {}&\\0&&J_{k}\end{pmatrix}}=P^{-1}AP}
als reelle jordansche Normalform. Um sie und eine geeignete reelle Matrix {\displaystyle P\in \mathbb {R} ^{n\times n}} zu bestimmen, kann man folgendermaßen vorgehen:
- Bestimme das charakteristische Polynom und faktorisiere es in irreduzible Faktoren. Es ergibt sich

{\displaystyle \chi (\lambda )=\prod _{j=1}^{k}\left(\lambda -\lambda _{j}\right)^{\mu _{j}}\cdot \prod _{j=1}^{l}\left(\left(\lambda -a_{j}\right)^{2}+b_{j}^{2}\right)^{\nu _{j}}},
wobei {\displaystyle \lambda _{1},\ldots ,\lambda _{k}\in \mathbb {R} } paarweise verschiedene Eigenwerte mit Vielfachheit {\displaystyle \mu _{j}\in \mathbb {N} } bezeichnen. Weiter seien darin {\displaystyle a_{1},\ldots ,a_{l}\in \mathbb {R} }, {\displaystyle b_{1},\ldots ,b_{l}>0}, {\displaystyle \nu _{1},\ldots ,\nu _{l}\in \mathbb {N} } und {\displaystyle (a_{1},b_{1}),\ldots ,(a_{l},b_{l})} paarweise verschieden.
- Für jedes {\displaystyle j\in \{1,\ldots ,k\}} bestimme man

{\displaystyle K_{j,m}:=\operatorname {Kern} _{\mathbb {R} }(A-\lambda _{j}E)^{m}} für {\displaystyle m=1,2,\ldots ,m_{j}},
worin {\displaystyle m_{j}\leq \mu _{j}} die kleinste natürliche Zahl {\displaystyle m} ist mit {\displaystyle \dim _{\mathbb {R} }K_{j,m}=\dim _{\mathbb {R} }K_{j,m+1}}. Analog bestimme man für jedes {\displaystyle j\in \{1,\ldots ,l\}}
{\displaystyle K^{j,m}:=\operatorname {Kern} _{\mathbb {R} }\left(\left(A-a_{j}E\right)^{2}+b_{j}^{2}E\right)^{m}} für {\displaystyle m=1,2,\ldots ,n_{j}},
worin {\displaystyle n_{j}\leq \nu _{j}} die kleinste natürliche Zahl {\displaystyle m} ist mit {\displaystyle \dim _{\mathbb {R} }K^{j,m}=\dim _{\mathbb {R} }K^{j,m+1}}.
Zudem setzen wir {\displaystyle K_{j,0}:=K^{j,0}:=\{0\}}.
- Nun stelle man die jordansche Normalform auf. Es gilt hierbei
  - {\displaystyle \ \dim _{\mathbb {R} }K_{j,m}-\dim _{\mathbb {R} }K_{j,m-1}} ist die Anzahl der Jordanblöcke zum Eigenwert {\displaystyle \lambda _{j}}, deren Größe größer oder gleich {\displaystyle m} ist.
  - {\displaystyle {\frac {1}{2}}(\dim _{\mathbb {R} }K^{j,m}-\dim _{\mathbb {R} }K^{j,m-1})} ist die Anzahl der Jordanblöcke zum Faktor {\displaystyle (\lambda -a_{j})^{2}+b_{j}^{2}}, deren Größe größer oder gleich {\displaystyle 2m} ist.

Außerdem ist {\displaystyle \mu _{j}} die Summe der Jordanblockgrößen zum Eigenwert {\displaystyle \lambda _{j}} und {\displaystyle 2\nu _{j}} die Summe der Jordanblockgrößen zum Faktor {\displaystyle (\lambda -a_{j})^{2}+b_{j}^{2}}. Aus diesen Angaben kann man eindeutig die jordansche Normalform {\displaystyle J} bestimmen.
- Danach bestimme man die Basistransformationsmatrix {\displaystyle P}, das heißt, man sucht eine reelle invertierbare Matrix {\displaystyle P\in \mathbb {R} ^{n\times n}}, so dass {\displaystyle J=P^{-1}AP}.

Ein Verfahren, um eine Basistransformation zu erhalten, ist das folgende: 
- Man arbeite die Blöcke nacheinander ab. Dabei ist zu beachten, dass man bei Jordanblöcken zum selben irreduziblen Faktor stets vom größten Block zum kleinsten Block vorgeht. Zu jedem Block der Größe {\displaystyle t} werden {\displaystyle t} Spalten der Basistransformationsmatrix {\displaystyle v^{1},\ldots ,v^{t}} nach einem bestimmten Schema bestimmt. Wenn der Block in {\displaystyle J} die Spalten {\displaystyle m,\ldots ,m+t-1} belegt, so werden die Vektoren {\displaystyle v^{1},\ldots ,v^{t}} in {\displaystyle P} ebenso (von links nach rechts) in die Spalten {\displaystyle m,\ldots ,m+t-1} eingefügt. Die Vektoren {\displaystyle v^{1},\ldots ,v^{t}} werden nun wie folgt bestimmt:
  - Zu einem Jordanblock der Größe {\displaystyle m} zum Eigenwert {\displaystyle \lambda _{j}} wähle man {\displaystyle v^{m}\in K_{j,m}\setminus \operatorname {Span} _{\mathbb {R} }(K_{j,m-1}\cup M)} beliebig, worin {\displaystyle M} die Menge der zuvor berechneten Spalten (das heißt Basisvektoren) der Stufe {\displaystyle m} aus zuvor abgearbeiteten Jordanblöcken zum selben Eigenwert {\displaystyle \lambda _{j}} (sofern vorhanden) bezeichnet. Anschließend setze man sukzessiv {\displaystyle v^{t-1}:=(A-\lambda _{j}E)v^{t}} für alle {\displaystyle t=m,\ldots ,2}.
  - Zu einem Jordanblock der Größe {\displaystyle 2m} zum irreduziblen Faktor {\displaystyle (\lambda -a_{j})^{2}+b_{j}^{2}} wähle man einen Vektor {\displaystyle v^{2m}\in K^{j,m}\setminus \operatorname {Span} _{\mathbb {R} }(K^{j,m-1}\cup M)}, wobei {\displaystyle M} aus den bereits berechneten Hauptvektoren der Stufen {\displaystyle 2m,2m-1} zum selben irreduziblen Faktor {\displaystyle (\lambda -a_{j})^{2}+b_{j}^{2}} besteht.

Dann setze man für {\displaystyle t=2m,\ldots ,2} sukzessiv {\displaystyle v^{t-1}:={\begin{cases}{\frac {1}{b_{j}}}(A-a_{j}E)v^{t},&{\text{falls }}t{\text{ gerade,}}\\(A-a_{j}E)v^{t}+b_{j}v^{t+1},&{\text{falls }}t{\text{ ungerade.}}\end{cases}}}
Schließlich setzt man {\displaystyle P} wie gehabt aus den Vektoren {\displaystyle v^{1},\ldots ,v^{2m}} zusammen.
- Nachdem man auf obige Weise alle Jordanblöcke abgearbeitet hat, werden am Ende alle Spalten von {\displaystyle P} aufgefüllt. Es gilt: Die Matrix {\displaystyle P} ist regulär und erfüllt {\displaystyle P^{-1}AP=J}, und ihre Spalten bilden eine Basis, bezüglich deren {\displaystyle A} die Darstellung {\displaystyle J} besitzt.

### Beispiel
Man betrachte die Matrix {\displaystyle B\in M_{5}(\mathbb {R} )}, die wie folgt definiert ist
{\displaystyle B:={\begin{pmatrix}6&-2&6&1&1\\1&-1&2&1&-2\\-2&0&-1&0&-1\\-1&0&-2&2&-1\\-4&4&-6&-2&3\end{pmatrix}}.}
Ihr charakteristisches Polynom lautet {\displaystyle \chi (\lambda )=((\lambda -2)^{2}+1)^{2}(\lambda -1)}, wobei {\displaystyle (\lambda -2)^{2}+1} irreduzibel über {\displaystyle \mathbb {R} } ist. Nun berechnen wir die jordansche Normalform:
{\displaystyle \operatorname {Kern} _{\mathbb {R} }(B-1E)=\operatorname {Span} _{\mathbb {R} }\left(\left\{{\begin{pmatrix}1\\-1\\-1\\-1\\0\\\end{pmatrix}}\right\}\right)}.
Dieser Kern hat die Dimension 1. Also gibt es nur einen Jordanblock der Größe mindestens 1. Andererseits muss die Summe der Jordanblockgrößen 1 sein (die Potenz von {\displaystyle \lambda -1}), so dass es genau einen Jordanblock zum Eigenwert 1 gibt, und er hat die Größe 1. Weiter hat
{\displaystyle \operatorname {Kern} _{\mathbb {R} }\left(\left(B-2E\right)^{2}+1^{2}E\right)=\operatorname {Span} _{\mathbb {R} }\left(\left\{{\begin{pmatrix}2\\0\\-1\\-1\\-1\\\end{pmatrix}},{\begin{pmatrix}0\\1\\0\\1\\-1\\\end{pmatrix}}\right\}\right)}
die Dimension 2, so dass es demzufolge nur {\displaystyle {\tfrac {1}{2}}\cdot 2=1} Jordanblock der Größe mindestens 2 gibt. Da die Summe der Jordanblockgrößen 4 sein muss (das Doppelte der Potenz von {\displaystyle (\lambda -2)^{2}+1}), ergibt sich, dass dieser eine Jordanblock die Größe 4 besitzt. Außerdem errechnen wir
{\displaystyle \operatorname {Kern} _{\mathbb {R} }\left(\left(B-2E\right)^{2}+1^{2}E\right)^{2}=\operatorname {Span} _{\mathbb {R} }\left(\left\{{\begin{pmatrix}1\\0\\0\\0\\-1\\\end{pmatrix}},{\begin{pmatrix}0\\1\\0\\0\\-1\\\end{pmatrix}},{\begin{pmatrix}0\\0\\1\\0\\-1\\\end{pmatrix}},{\begin{pmatrix}0\\0\\0\\1\\0\\\end{pmatrix}}\right\}\right)}.
Somit ist {\displaystyle J:={\begin{pmatrix}1&&&&\\&2&1&1&0\\&-1&2&0&1\\&&&2&1\\&&&-1&2\end{pmatrix}}} die reelle jordansche Normalform von {\displaystyle B}. 
Zum Vergleich lautet die komplexe jordansche Normalform
{\displaystyle J_{\mathbb {C} }:={\begin{pmatrix}1&&&&\\&2+i&1&&\\&&2+i&&\\&&&2-i&1\\&&&&2-i\end{pmatrix}}}.
Zum Berechnen einer Basistransformationsmatrix beginne man mit dem ersten reellen Eigenwert und dann mit dem (ersten) Jordanblock der Dimension 1. Man wähle
{\displaystyle u^{1}\in \operatorname {Kern} _{\mathbb {R} }(B-1E)^{1}\setminus \operatorname {Kern} _{\mathbb {R} }(B-1E)^{0}}
beliebig, also beispielsweise {\displaystyle u^{1}:={\begin{pmatrix}1\\-1\\-1\\-1\\0\\\end{pmatrix}}}. Daraus erhält man 
{\displaystyle P:={\begin{pmatrix}1&*&*&*&*\\-1&*&*&*&*\\-1&*&*&*&*\\-1&*&*&*&*\\0&*&*&*&*\end{pmatrix}}}.
Nun gehe man zum ersten irreduziblen Faktor (komplexen Eigenwert) und dann zum Jordanblock der Größe 4 über. Dazu wähle man 
{\displaystyle v^{4}\in \operatorname {Kern} _{\mathbb {R} }((B-2E)^{2}+1^{2}E)^{2}\setminus \operatorname {Kern} _{\mathbb {R} }((B-2E)^{2}+1^{2}E)^{1}}
beliebig, beispielsweise {\displaystyle v^{4}:={\begin{pmatrix}0\\0\\0\\1\\0\\\end{pmatrix}}}. Dann ist {\displaystyle v^{3}:={\frac {1}{1}}(B-2E)v^{4}={\begin{pmatrix}1\\1\\0\\0\\-2\\\end{pmatrix}}}, {\displaystyle v^{2}:=(B-2E)v^{3}+bv^{4}={\begin{pmatrix}0\\2\\0\\2\\-2\\\end{pmatrix}}} und {\displaystyle v^{1}:={\frac {1}{1}}(B-2E)v^{2}={\begin{pmatrix}-4\\0\\2\\2\\2\\\end{pmatrix}}} zu wählen. Daraus erhält man:
{\displaystyle P:={\begin{pmatrix}1&-4&0&1&0\\-1&0&2&1&0\\-1&2&0&0&0\\-1&2&2&0&1\\0&2&-2&-2&0\end{pmatrix}}}. {\displaystyle P} ist eine reguläre Matrix mit {\displaystyle J=P^{-1}BP}.

## Jordansche Normalform in allgemeinen Körpern
Die jordansche Normalform kann noch weiter verallgemeinert werden auf allgemeine Körper. In diesem Zusammenhang wird sie häufig auch als Weierstraß-Normalform (bzw. Frobenius-Normalform) bezeichnet. Dies erlaubt eine eindeutige Matrixdarstellung von Endomorphismen von endlichdimensionalen Vektorräumen, bei der sich alle ähnlichen Endomorphismen durch eine eindeutige Matrix darstellen lassen. So können ähnliche lineare Abbildungen identifiziert werden. Das Lemma von Frobenius charakterisiert zueinander ähnliche Matrizen durch die Elementarteiler ihrer charakteristischen Matrizen und liefert die Frobenius-Normalform als Normalform des Vektorraums unter der Operation eines Polynomrings.
Durch die Darstellung in der Weierstraß-Normalform ist der Aufbau des Minimalpolynoms sofort erkennbar und das charakteristische Polynom leicht zu berechnen.

## Matrixfunktion
Ein Weg, um aus einer skalaren Funktion {\displaystyle f\colon \mathbb {C} \to \mathbb {C} } eine Matrixfunktion {\displaystyle f\colon \mathbb {C} ^{n\times n}\to \mathbb {C} ^{n\times n}} zu bilden, ist über die jordansche Normalform der Matrix. Es gilt
{\displaystyle f(A)=Qf(J)Q^{-1}.}

### Anwendung bei linearen Differentialgleichungssystemen erster Ordnung mit konstanten Koeffizienten
Gegeben sei ein lineares Differentialgleichungssystem (von {\displaystyle n} Gleichungen) erster Ordnung mit konstanten Koeffizienten 
{\displaystyle y'=A\cdot y+g(x)}
durch eine Matrix {\displaystyle A\in \mathbb {C} ^{n\times n}} und eine stetige Funktion {\displaystyle g\colon \mathbb {R} \rightarrow \mathbb {C} ^{n}}. Es ist bekannt, dass die eindeutige Lösung des Anfangswertproblems
{\displaystyle y(x_{0})=y_{0}\in \mathbb {C} ^{n}}
gegeben ist durch
{\displaystyle y(x)=e^{(x-x_{0})A}\cdot y_{0}+\int _{x_{0}}^{x}e^{(x-t)A}g(t){\rm {d}}t\ },
worin 
{\displaystyle \exp(B):=e^{B}:=\sum _{k=0}^{\infty }{\frac {1}{k!}}B^{k}} für {\displaystyle B\in \mathbb {C} ^{n\times n}}
die Matrixexponentialfunktion bezeichnet. Man beachte:
- Die Matrixexponentialfunktion von einem komplexen Jordanblock kann explizit ausgerechnet werden:

{\displaystyle \exp \left(t\cdot {\begin{pmatrix}\lambda &1&0&\cdots &0\\0&\lambda &1&\ddots &0\\\vdots &\ddots &\ddots &\ddots &\vdots \\0&\cdots &0&\lambda &1\\0&\cdots &\cdots &0&\lambda \end{pmatrix}}\right)=e^{t\lambda }\cdot {\begin{pmatrix}1&{\frac {t^{1}}{1!}}&{\frac {t^{2}}{2!}}&\cdots &{\frac {t^{n-1}}{(n-1)!}}\\0&1&{\frac {t^{1}}{1!}}&\cdots &{\frac {t^{n-2}}{(n-2)!}}\\\vdots &\ddots &\ddots &\ddots &\vdots \\0&\cdots &0&1&{\frac {t^{1}}{1!}}\\0&\cdots &\cdots &0&1\end{pmatrix}}}.
- Die Matrixexponentialfunktion von einer komplexen Jordannormalform {\displaystyle J={\rm {diag}}(J_{1},\ldots ,J_{m})} kann explizit berechnet werden mittels:

{\displaystyle \exp(t\cdot {\rm {diag}}(J_{1},\ldots ,J_{m}))={\rm {diag}}(\exp(tJ_{1}),\ldots ,\exp(tJ_{m}))}.
- Die Matrixexponentialfunktion einer Matrix {\displaystyle A}, deren komplexe Jordannormalform {\displaystyle J} zusammen mit einer Basistransformationsmatrix {\displaystyle P\in \mathbb {C} ^{n\times n}} bekannt ist, das heißt {\displaystyle A=PJP^{-1}}, kann explizit berechnet werden mittels:

{\displaystyle \exp(tA)=\exp(t\cdot PJP^{-1})=P\cdot \exp(tJ)\cdot P^{-1}}.
Mit anderen Worten: Kennt man eine Darstellung {\displaystyle A=PJP^{-1}} mit der komplexen jordanschen Normalform {\displaystyle J}, so kann man {\displaystyle \exp(tA)} für jedes {\displaystyle t\in \mathbb {R} } explizit ausrechnen, so dass zum Bestimmen von
{\displaystyle y(x)=e^{(x-x_{0})A}\cdot y_{0}+\int _{x_{0}}^{x}e^{(x-t)A}g(t){\rm {d}}t\ }
nur noch das Integrationsproblem zu lösen ist, welches im homogenen Fall {\displaystyle g=0} völlig entfällt.